# توره سپسا
توره سپسا (انگلیسی: Cepsa Tower) ساختمان اداری ۴۵ طبقه مستقر در شهر مادرید، اسپانیا است، که پروژه ساخت آن در سال ۲۰۰۴ آغاز شد و در سال ۲۰۰۸ به بهره‌برداری رسید.